# Identidad psicofísica
La identidad psicofísica, en el contexto de la filosofía de la mente, se refiere a la supuesta equivalencia lógica entre expresiones o descripciones que caen dentro del vocabulario de la psicología y conceptos que caen dentro del vocabulario de las ciencias físicas y naturales. En su formulación más simple, la tesis de la identidad psicofísica afirma que los estados mentales no son más que estados físicos del cerebro.
Esta identidad se establece a priori mediante un análisis del contenido de los conceptos mentales, o sobre la base de descubrimientos científicos que han establecido una correspondencia término a término entre estados o acontecimientos mentales y estados o procesos cerebrales. En el primer caso, la identidad será defendida por argumentos lógicos; en el segundo, provendrá de una concepción metafísica —en este caso materialista— del mundo.
La posibilidad de que los estados mentales se realicen físicamente de múltiples maneras sugiere que la identidad psicofísica se limita a «ocurrencias» individuales de acontecimientos que tienen lugar en el cerebro y que no se aplica a «tipos» de estados cerebrales.

## Identidad psicofísica a nivel de «tipo»

### Definición
La identidad de tipos de estados o procesos mentales con tipos de estados o procesos cerebrales o neurofisiológicos se denomina comúnmente «identidad de tipos» (identidad tipo-tipo). Por «tipo» se entiende una propiedad o un conjunto de propiedades que pueden entrar en una definición y caracterizar un determinado estado o evento. La identidad de los tipos se puede definir sucintamente de la siguiente manera:
Dos tipos que pertenecen a tipologías distintas (por ejemplo, física y mental) son idénticos si, y sólo si, denotan el mismo tipo de propiedades.

### Tipología y significado

El agua líquida y las moléculas de fórmula química H₂O que la componen constituyen la misma sustancia pero no se describen de la misma manera.

Cuando se postula la identidad entre dos tipos de estados, se denotan las mismas propiedades. Por lo tanto, no es a nivel de las propiedades sino sólo a nivel del significado de las expresiones utilizadas para describirlas que los dos tipos de estados aparecen distintos.
Por ejemplo, los tipos «agua» y «H₂O» son idénticas porque denotan el mismo tipo de sustancias, pero estas expresiones difieren en significado y describen diferentes aspectos de la realidad: el agua se describe comúnmente como una sustancia líquida inodora y transparente que fluye, moja, etc., mientras que al H₂O se le atribuyen características atómicas que no son directamente observables. De manera similar, los conceptos mentales difieren de los conceptos físicos no porque denotan entidades y propiedades diferentes, sino porque difieren en su significado.

### Reducción de la psicología a ciencias del cerebro
La relación de identidad psicofísica a nivel de tipo requiere que un tipo de estado o proceso mental, por ejemplo «la creencia de que el sol es una estrella», sea idéntico a un tipo de estado o proceso físico físico a nivel cerebral, como la «activación de las fibras nerviosas X del área cerebral Y». Esta relación de identidad se puede generalizar a todos los aspectos de la mente, aunque históricamente, la teoría de la identidad de tipo se refería primero a aspectos subjetivos de la conciencia, como los colores o la sensación de dolor.
La generalización de la tesis de la identidad psicofísica a nivel de tipo justifica no sólo la reducción de los procesos mentales a procesos cerebrales sino también la reducción de la psicología misma a la tipología física de las ciencias del cerebro. En el contexto de la filosofía analítica, esta posición es vista como un materialismo reduccionista y de teoría de la identidad mente/cerebro. La operación de reducción que justifica esta forma de materialismo consiste en sustituir término a término el vocabulario «mental» y subjetivo de la psicología del sentido común a través del vocabulario de las ciencias naturales, en particular el de la neurociencia. Por lo tanto, se preserva la división conceptual de la psicología del sentido común, tanto para fines prácticos (especialmente clínicos y terapéuticos) como gnoseológicos (para «explicar» estados mentales).
Los ejemplos más citados de identidad psicofísica a nivel de tipo son, en su versión simplificada, los siguientes:
- Dolor = Activación de las fibras C (o A-delta)
- Toque = Activación de las fibras A-beta
- Propiocepción = Activación de las fibras A-alfa

### Dos versiones de identidad de tipo: Ullin Place y Jack Smart
La teoría de la identidad de tipos propuesta por Ullin Place a finales de los años cincuenta está inspirada en el modelo de reducción interteórica de las ciencias. La psicología se concibe como una teoría de alto nivel que, en principio, es reducible a una teoría fisicoquímica de los estados o procesos cerebrales. Los estados conscientes se asimilan a fenómenos macroscópicos explicables en términos de microestructuras subyacentes, de un orden de magnitud inferior. Esta versión de la identidad se asocia generalmente con una concepción empirista del conocimiento.
Para Jack Smart, por el contrario, la psicología no es una teoría de alto nivel que pueda reducirse de esta manera, porque las propiedades mentales descritas en términos mentales no son lógicamente equivalentes a las propiedades descritas en términos físicos. La tesis de la identidad de los tipos es para Smart una posición metafísica de principio que permite garantizar la objetividad de los conceptos y de las descripciones psicológicas evitando al mismo tiempo las entidades mentales en el nivel ontológico.  Esta versión de la identidad es parte de una concepción fuertemente materialista del mundo.

## Identidad psicofísica a nivel de «ocurrencias»

### Definición
La tesis de la identidad de las ocurrencias de eventos mentales con las ocurrencias de eventos físicos (cerebrales), comúnmente llamada identidad token-token, es una versión más suave y flexible del materialismo que la tesis de la identidad de tipos. Sólo requiere la identificación de sucesos mentales con sucesos cerebrales. La ocurrencia de un evento es su aparición en el espacio y el tiempo. Cuando dos proposiciones diferentes describen un evento que ocurre en el mismo lugar y al mismo tiempo, describen la misma ocurrencia del evento: hay identidad en el nivel de ocurrencia. Por tanto, dos tipos diferentes de procesos pueden constituir la misma ocurrencia de evento. Esta tesis puede definirse en contraste con la de la identidad de tipos:
Dos tipos que pertenecen a tipologías distintas (por ejemplo, físico y mental) son idénticos si, y sólo si, cada una de sus ocurrencias denota la misma cosa o evento.

### Ocurrencias y «realización múltiple»
La identidad a nivel de ocurrencia define un materialismo mínimo. La debilidad aceptada de la identidad en el nivel de ocurrencias permite explicar un aspecto de la relación entre las tipologías físicas y psicológicas planteado por ciertos filósofos de la mente, entre ellos Jerry Fodor y Hilary Putnam, a saber, la posibilidad de que un estado psicológico determinado pueda realizarse de múltiples maneras, es decir, mediante varias organizaciones físicas distintas: la nuestra, la de un pulpo (cuyas características neurofisiológicas son muy diferentes a las nuestras), la de un «marciano» con cerebro hidráulico, (ejemplo ficticio citado a menudo), etc. Si un ser humano y un pulpo pueden compartir el mismo estado psicológico, por ejemplo tener hambre, podemos pensar, sin embargo, que el modo físico de realización de este estado psicológico difiere entre estas dos especies. Esta posibilidad se llama «realización múltiple de estados mentales». Si la tesis de la realización múltiple de los estados mentales es cierta, la tipología psicológica no puede identificarse con una tipología física específica y, por tanto, la tesis de la identidad de los tipos es falsa. La identidad psicofísica a nivel de ocurrencias permite concebir una forma de identidad compatible con la realización múltiple.

### Davidson y el epifenomenalismo
La tesis de la identidad de ocurrencias ha sido criticada por conducir al epifenomenalismo, particularmente en su versión radical asociada a Donald Davidson. Si las propiedades mentales no son reducibles a propiedades físicas, los estados mentales son ciertamente causas en virtud de su identidad con los acontecimientos físicos, pero sus propiedades mentales no tienen relevancia causal o explicativa: surgen sobre propiedades físicas sin tener ningún efecto en el mundo. Una de las consecuencias paradójicas del epifenomenalismo es que una acción considerada voluntaria no es un efecto de la voluntad como fenómeno psicológico, sino una conducta producida exclusivamente por causas de tipo físico, del mismo modo que una acción refleja.

### Respecto a la teoría de la identidad de «tipos»
- Ullin Place, «Is Consciousness a Brain Process?» (1956), British Journal of Psychology, 47, p. 44-50; Identifying the Mind, New York, Oxford University Press, 2004.
- Herbert Feigl, Le «mental» et le «physique» (1958), París, L'Harmattan, 2002.
- Jack Smart, «Sensations and Brain Processes» (1959), Philosophical Review, 68, p. 141-156; «The Mind/Brain Identity Theory» (2000), en The Stanford Encyclopedia of Philosophy (ed.), 2007
- David Kellogg Lewis, «An Argument for the Identity Theory» (1966), Journal of Philosophy, 63, p. 17-25.
- David M. Armstrong, A Materialist Theory of the Mind (1968), Londres, Routledge, 1993; The Mind-Body Problem: An Opinionated Introduction. Boulder, CO: Westview Press, 1999.

### Respecto a la teoría de la identidad de «ocurrencias»
- Hilary Putnam, (1967), «La nature des états mentaux», en D. Fisette y P. Poirier (dir.), Philosophie de l’esprit: psychologie du sens commun et sciences de l’esprit. Textes clés en philosophie de l’esprit, Volumen I, París, Vrin, 2002, p. 269-287
- Donald Davidson, Actions et événements (1980), tr. fr. P. Engel, París, PUF, 1993
- Jerry Fodor, «Pourquoi il doit encore y avoir un langage de la pensée» (1987), en D. Fisette y P. Poirier (dir.), obra citada.
- Jaegwon Kim, Supervenience and Mind (1993), tr. fr.  La Survenance et l'Esprit, Les Éditions d'Ithaque, 2008-2009, en deux volumes.

- Datos: Q25382919